# Herrán (Norte de Santander)
Herrán es un municipio colombiano del departamento de Norte de Santander, ubicado en la frontera con Venezuela.

## Toponimia
El municipio de Herrán deriva su nombre de Pedro Alcántara Herrán.

## Administración
El municipio de Herrán se divide en 5 barrios en el área urbana y 15 veredas en el área rural.
- Barrio Balcones.
- Barrio María Auxiliadora.
- Barrio Perpetuo Socorro.
- Barrio Pablo VI.
- Barrio San Martín.

## Economía
Su economía, fuertemente ligada a la frontera con Venezuela, depende de la exportación irregular de apio (Arracacha), y recientemente, de la producción orgánica, siendo ésta cada vez más importante y tecnificada al producir durazno, fresa, mora y café, entre otras frutas y hortalizas. También es importante la producción de lácteos.
- Cultivos principales: frijol,maíz, mora, melocotón,cebolla,fresa y café.
- Ganado bovino (2010): 1.200 machos y 2.900 hembras.
- Conejos (2010): 540 en total.
- Porcina (2010): 180 en total.

## Relieve
El terreno del municipio es montañoso con elevaciones entre los 1500 m y 2800 m sobre el nivel del mar y con una temperatura media de 19 °C.
El municipio es atravesado por la quebrada la Honda ,tributario del Río Zulia y es parte del Parque nacional natural Tamá.

## Patrimonio
Sitios patrimoniales y arquitectónicos
- El Templo Parroquial de San Antonio de Padua patrimonio arquitectónico y religioso construido el 4 de julio de 1876
- Parque Principal Mundo Nuevo, el más bonito del departamento Norte de Santander y de Colombia.
- Piedra Media Libra
- Monumento a la Virgen del Perpetuo Socorro construida en 1945 por los hermanos Pedro y Elento Buitrago
- Arcos de Piedra de la Molinera Herrán (1924)
- Casona Hacienda la Siberia patrimonio arquitectónico e histórico, que fue propiedad de los expresidentes Ramón Gonzalés Valencia y Virgilio Barco
- Casona la Teja de estilo colonial (1920)
- Casona Hacienda la Rochela (1940)
- Piedra de la Media Libra
- Loma de los Cojitos
- Piedra la Teja
- Cascada El Chorrerón

## Traslado del casco urbano
Debido a un fenómeno de remoción en masa (reptación), se intentó desarrollar en Herrán el Macroproyecto de Reasentamiento Sostenible, con el que se pretendió el traslado de parte del casco urbano a 2,2 km de su sitio actual. Se diseñó en la administración Amparo Díaz Álvarez e inició su ejecución con la alcaldesa Martha Elena Ortega Ochoa, quien adquirió la casi totalidad de los terrenos donde se pretendía asentar el nuevo escenario urbano. Esta zona, localizada en la desaparecida vereda El LLano, consiste en un conjunto de equipamientos y viviendas, transitable en un recorrido techado, por la totalidad de los 2,2 km. No obstante, el macroproyecto se desarrolló en medio de un sentimiento adverso por parte de una población que reaccionó ante la brusca variación de su paisaje físico y cultural, y de la ruptura de su malla social.
En las 40 ha adquiridas hasta el año 2007, ya se construyó el nuevo colegio Perpetuo Socorro, el matadero municipal, se realizó también el trazado de vías, el nuevo alcantarillado, la postería de alta tensión y el proyecto del nuevo acueducto municipal. Para su conclusión resta aún la construcción de las 320 viviendas y algunas obras de urbanismo.
El proyecto han sido analizado en varios foros sobre prevención de desastres; así como también en congresos sobre reasentamientos.